# Relaciones entre católicos y protestantes
Las Relaciones católico-protestantes se refiere a las relaciones sociales, políticas y  teológicas y al diálogo entre la católicos y protestantes.
Esta relación comenzó en el siglo XVI con el inicio de la Reforma y, por tanto, del Protestantismo. Varios factores contribuyeron a la Reforma protestante. A saber, el desacuerdo sobre la naturaleza de la salvación y por extensión una serie de doctrinas, incluyendo la venta de indulgencias, si bien este asunto se refiere a la situación en la Edad Media y alguna que otras cosas más. Estas disputas condujeron a un cisma por el que los protestantes optaron por separarse de la Iglesia católica y dieron lugar al Concilio de Trento (1545-1563) que aclaró el enfoque católico hacia el protestantismo a partir de entonces, declarando todas las formas de protestantismo como herejías. Siguieron una serie de acontecimientos significativos que dividieron Europa y culminaron en la transición de varios estados del catolicismo al protestantismo como religión estatal. Sin embargo, muchos permanecieron católicos, y algunas zonas volvieron a la religión católica como resultado de la Contrarreforma. Gran parte del cisma y los acontecimientos que provocó pueden calificarse de violentos y tumultuosos. Sin embargo, con el auge del laicismo, las disputas entre católicos y protestantes se circunscriben generalmente al ámbito intelectual.

## Discrepancias teológicas
La disensión teológica entre católicos y protestantes nació en 1517 con la publicación de las Noventa y cinco tesis de Martín Lutero, que esbozan noventa y cinco objeciones contra la doctrina católica. Estas incluían la distinción entre clero y  laicos, el monopolio de la Iglesia Romana sobre la interpretación de las Escrituras, la venta de indulgencias, la naturaleza de la salvación, y más.

### Salvación
La concepción de Lutero sobre la salvación fue una de las desviaciones radicales del dogma católico. Lutero destacó que la salvación era un don gratuito de Dios lo que le llevó a criticar la  venta de indulgencias como medio por el que se puede alcanzar el el cielo. Subrayó la importancia de un proceso de salvación orientado a la fe, distinto de su visión de la salvación católica orientada a las obras. Esto también condujo a un cambio en la comprensión de la gracia. Esta doctrina protestante se conoce como sola fide ("sólo fe"). 
El abogado francés Juan Calvino desarrolló la  Teología reformada de la salvación. Mientras Lutero mantenía que la salvación estaba disponible para todos, Calvino introdujo la doctrina de la predestinación. Basándose en la idea de la la voluntad humana esclavizada por el pecado, y la la salvación es obra exclusiva de Dios (no del hombre), Calvino insistió en que la ciertos individuos estaban predestinados para el cielo y otros no.

### Autoridad
Un fundamento importante de las doctrinas de ambas partes es la naturaleza de su autoridad. Las posiciones protestantes consisten en sostener que la Escritura es el único fundamento de la doctrina cristiana (como ocurre, por ejemplo, con el luteranismo), o sostener que la Escritura es la fuente primaria de la doctrina cristiana (como ocurre, por ejemplo, con el anglicanismo y el metodismo). Esto ha provocado fuertes críticas a la postura de la Iglesia católica que sitúa la Escritura a la par que la Sagrada Tradición, considerando los católicos ambas como  divinamente reveladas y vinculantes. La Iglesia católica se considera la " única iglesia verdadera" fundada por Jesús como necesaria para la salvación.

## Historia

### sigloXVI- La Reforma

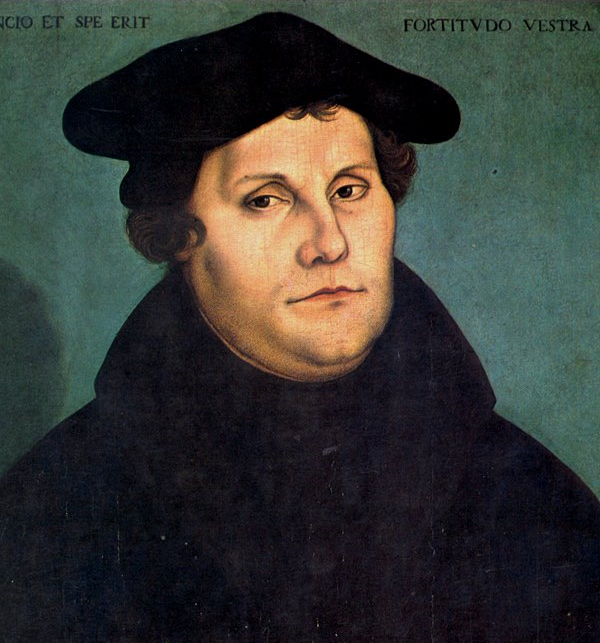
Martin Luther, 1529

En el siglo XVI comenzó la Reforma que dio lugar a la formación del Protestantismo como entidad distinta al Catolicismo. En respuesta, la Iglesia católica inició su propio proceso de reforma conocido como la contra-reforma que culminó en el Concilio de Trento. Este concilio fue responsable de varios cambios prácticos y aclaraciones doctrinales. A pesar de ello, ambas partes siguieron siendo notablemente disímiles.
Tras años de difusión de las ideas de Martín Lutero, los protestantes presentaron su declaración de creencias en la Dieta de Augsburgo (1530).
En 1540 el papa Pablo III aprobó la orden de la Compañía de Jesús (o "jesuitas"), que fue creada en gran parte para combatir el protestantismo.
La Reconciliación de Ratisbona (1541) fue un intento fallido de católicos y luteranos protestantes para reunificarse.
Las naciones "tradicionalmente romanas" de Francia, España e Italia soportaron las Inquisiciones romanas a partir de 1542. Las inquisiciones iban dirigidas a todos aquellos considerados heréticos por la Iglesia católica, pero predominantemente tenían como objetivo a los protestantes, ya que eran los más destacados. Técnicamente, la propia Iglesia nunca ejecutó a herejes ya que el Código de Derecho Canónico prohibía el derramamiento de sangre. Más bien, los herejes eran entregados a las autoridades civiles para su castigo.
Las disputas entre el emperador católico del Sacro Imperio Romano Germánico y los Príncipes del Sacro Imperio Romano Germánico dieron lugar a la Guerra de Esmalcalda (1547). Los protestantes fueron derrotados, pero más tarde el protestantismo pasó a ser reconocido legalmente como una religión válida.
En 1555 la Paz de Augsburgo permitió a católicos y luteranos seguir la fe de su gobernante -independientemente de cuál fuera- dentro del Sacro Imperio Romano Germánico.

### La Contrarreforma
Se denomina  Reforma católica o Contrarreforma a la respuesta de la Iglesia católica a la Reforma protestante de Martín Lutero, que había debilitado a la Iglesia. Abarca desde el Concilio Ecuménico de Trento (1545-1563)  hasta el fin de la guerra de los Treinta Años, en 1648, con la paz de Westfalia que ponía fin a la más importante de las guerras de religión en Europa.  
Sus objetivos fueron renovar la Iglesia y evitar el avance de las doctrinas protestantes. 
Se centró sobre todo en cinco aspectos:
1. Doctrinas.
2. Reestructuración eclesiástica, con la fundación de seminarios.
3. Reforma de las órdenes religiosas, haciéndolas volver a sus orígenes tradicionales.
4. Vigilancia de los movimientos espirituales, centrándolos en la vida piadosa y en una relación personal con un sacerdote, y este, con Cristo.
5. Creación de la Inquisición romana y gestión de esta.

La Contrarreforma, para algunos, no difería en forma sustancial de aquello que buscaba la Reforma protestante a la hora de renovar la Iglesia. Sin embargo, en cuestiones teológicas era completamente opuesta. Los esfuerzos reformistas de Paulo IV se basaron en el Derecho Canónico y las encíclicas papales. Dos de sus herramientas fueron la Inquisición, institución creada por el papa Gregorio IX en el siglo XIV para investigar y juzgar a los acusados de herejía o brujería, y la censura, con la creación del Índice de libros prohibidos.
Entre otras medidas efectivas sobre liturgia, administración y enseñanza religiosa, se tomaron las siguientes:
1. Nombrar cardenales y obispos de gran integridad moral, como San Carlos Borromeo, arzobispo de Milán.
2. Crear seminarios en muchas de las diócesis, lo que garantizó la formación teológica del clero.

El Concilio de Trento no estuvo de acuerdo con ninguna de las reformas de Lutero, Calvino u otros protestantes, sobre todo la justificación por la fe, lo que acentuó la división del cristianismo, con diferentes reformistas coincidiendo en que el papado era perjudicial.
Por otra parte, el descubrimiento y colonización de América convirtió a muchos clérigos en misioneros, empeñados en la conversión de los nuevos pueblos conocidos y estableciendo escuelas confesionales.
Al mismo tiempo que la agresividad y militancia del catolicismo era palpable, surgió una ola de misticismo que proponía la meditación y el rezo personal, como el del rosario. La fe católica tras la contrarreforma tuvo dos vertientes:
1. La idea de un Dios temible que utilizaba el castigo, que fue impulsada por Paulo IV,
2. La piedad popular y la experiencia religiosa individual, que dio figuras como Teresa de Jesús, Juan de la Cruz o Ignacio de Loyola.

Pío V representó el esfuerzo de un sector eclesiástico para combatir el protestantismo impulsando la devoción popular y castigando la herejía. Era un dominico de fe sólida y férrea disciplina, que protegió a los pobres creando hospitales y escuelas y apoyando las misiones en el Nuevo Mundo, pero decidió aplicar la Inquisición para prevenir el aumento de herejes.
Sixto V representó la etapa final de la Reforma católica, convirtiendo Roma y el Barroco en la representación visual del catolicismo.

### SigloXVII
En 1618 finalizó la  Guerra de Independencia holandesa y la España católica dejó de gobernar la región. Se considera que gran parte de esta guerra fue por motivos religiosos.
El siglo XVII vio aumentar las tensiones entre protestantes y católicos, especialmente en Alemania, lo que condujo a la Guerra de los Treinta Años de 1618 a 1648. Esta guerra vio la destrucción de gran parte de Europa Central y dividió gran parte del continente entre católicos y protestantes. En ella participaron suecos, daneses y franceses. La guerra culminó en el Tratado de Westfalia (1648) que concedió a calvinistas y luteranos los mismos derechos que a los católicos.
Los habitantes de Nueva Inglaterra desconfiaban profundamente del catolicismo y en 1647 desterraron por ley a todos los clérigos católicos. En 1689 la asamblea de Maryland prohibió el bautismo católico fuera de los hogares ya católicos, la práctica de misa católica, y más.
En 1685 el rey Luis XIV revocó el Edicto de Nantes dando lugar a la persecución de los protestantes en Francia.

### SigloXVIII
El Britania y sus colonias protestante seguía siendo receloso con la Iglesia Católica Romana. Norteamérica era especialmente hostil. A partir de 1700, los clérigos católicos inmigrantes fueron encarcelados a su llegada a Nueva Inglaterra. En 1725, el londinense de origen español Antonio Gavin escribió Una llave maestra del papismo, que fue adoptada en las sectas protestantes de todo el Imperio Británico. Gavin describió a los clérigos católicos como "lobos con piel de cordero", que enseñaban doctrinas erróneas a propósito, ávidos de poder, etc. Sentimientos similares se predicaban por todo el Imperio en los ámbitos jurídico, académico y religioso. En 1731, Massachusetts Tribunal Supremo Paul Dudley (jurista)|Paul Dudley]] escribió Un ensayo sobre el comercio de esclavos y almas de los hombres: With Application thereof to the Church of Rome en el que describe la avaricia financiera de la Iglesia romana. Entre otras cosas, el testamento de Dudley preveía una conferencia sobre la "detección, convicción y exposición de la Iglesia romana idolatría". Jonathan Mayhew, pastor de Boston's West Church, también predicó sobre la idolatría de la transubstanciación y la equiparación de la tradición oral con las sagradas escrituras. A finales del siglo XVIII se vieron una serie de nuevas leyes introducidas en Norteamérica británica para restringir la inmigración de católicos y desposeer a los que ya vivían allí. En 1757, los católicos perdieron su derecho a portar armas. El anticatolicismo pronto se entrelazó con el nacionalismo. Así, cuando se extendieron las conspiraciones sobre las relaciones secretas entre la Iglesia católica y la Monarquía británica, las coloniales prefirieron rebelarse contra Gran Bretaña. Esto contribuyó a la Revolución Americana (1765-83). Sin embargo, los revolucionarios acabaron desviándose de esta postura dada su dependencia de la financiación de la Francia católica y para evitar conflictos con los católicos coloniales de Maryland, Filadelfia y Quebec.
Por el contrario, la Ley de Quebec de 1774 establecía protecciones tanto para los protestantes ingleses como para los católicos franceses en Canadá.

### SigloXIX
La década de 1800 vio un período conocido como el Segundo Gran Despertar del protestantismo en los Estados Unidos. Figuras prominentes como  Charles Grandison Finney (1792-1875) abogaron contra el catolicismo romano entre otros males percibidos. La American Bible Society -una organización protestante- abogaba por la unificación de las Denominaciones protestantes para combatir el catolicismo. Entre los protestantes existía una profunda desconfianza hacia el Papado.
En 1821 y de nuevo en 1825, la Cámara de los Comunes inglesa supervisó proyectos de ley relativos a la emancipación de los católicos. En ambos casos, fueron anulados dada la naturaleza fuertemente protestante de la Cámara de los Lores de Inglaterra.
La Austria católica reconoció el protestantismo como religión legal en la década de 1860.
En 1871 los gobernantes protestantes de Alemania emprendieron un programa conocido como kulturkampf (lucha cultural) que vio la supresión del  catolicismo alemán. Se suprimió la Oficina Católica del Ministerio de Educación alemán y se persiguió a los sacerdotes abiertamente políticos. En 1872, los jesuitas fueron expulsados de Alemania.
En 1895 el Papa León XIII intentó hacer las paces con la Iglesia de Inglaterra en su carta apostólica Ad Anglos. En 1896, sin embargo, León mantuvo la superioridad católica y declaró inválidas las órdenes anglicanas en su bula Apostolicae curae.

### SigloXX

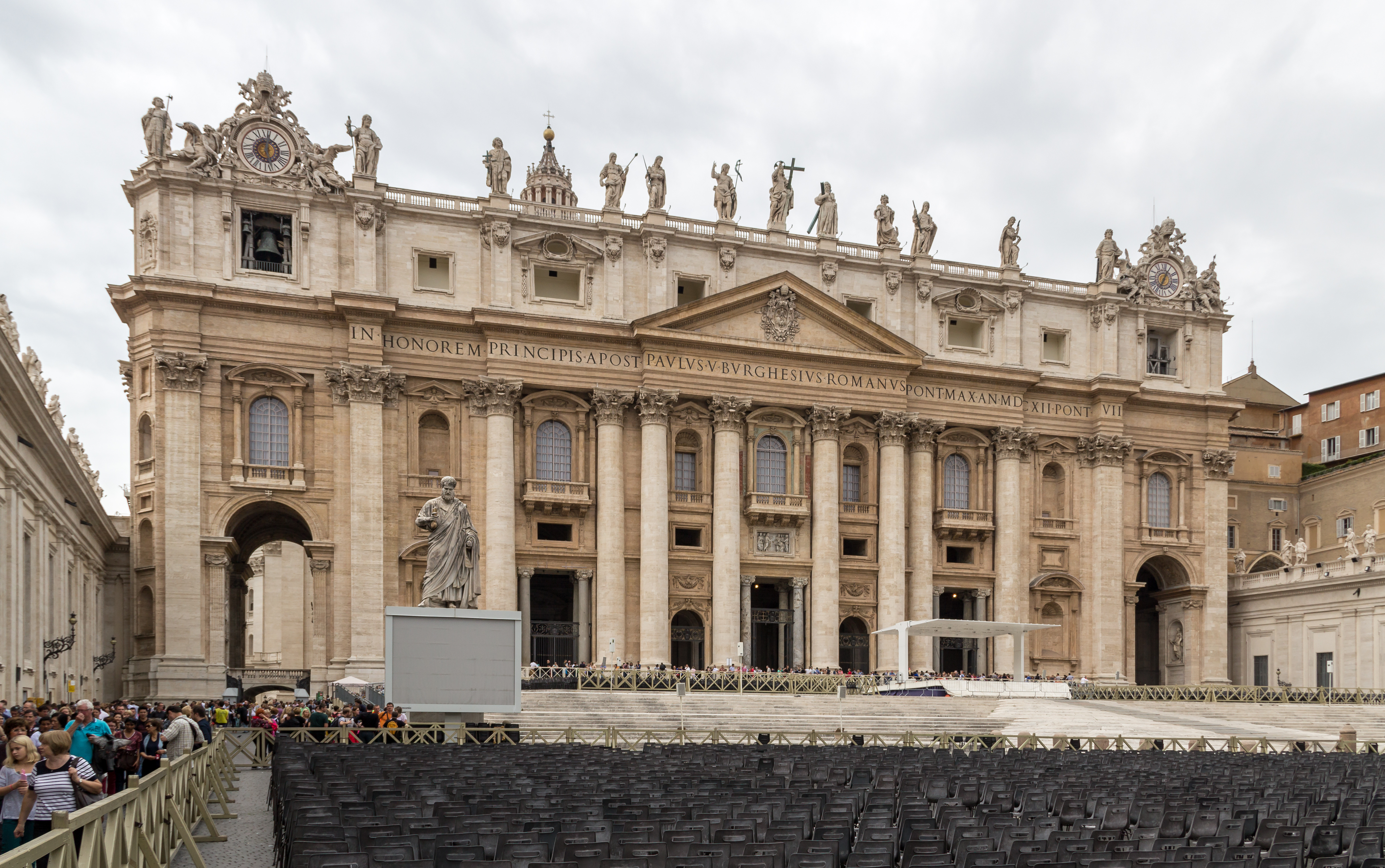
Basílica de San Pedro, Ciudad del Vaticano

El siglo XX fue testigo de muchos avances en las relaciones entre católicos y protestantes. En 1910, se celebró en Edimburgo la Conferencia Misionera Internacional en un intento de unificar a las iglesias no romanas. Las confesiones protestantes respondieron a la posibilidad de unificación con éxito variable. Representantes católicos estuvieron presentes en el concilio, pero como meros observadores.
Las Conversaciones de Malinas (1923-27) fueron conversaciones entre algunos representantes de la Iglesia católica y la Iglesia de Inglaterra que el papa Pío XI cesó. De estas conversaciones no surgió ningún cambio real.
En 1950 la Iglesia católica romana amplió la brecha que la separaba del protestantismo al definir e imponer la doctrina de la Asunción de María bajo Pío XII.
El Concilio Vaticano II (1962-65) pretendía avanzar hacia la unidad cristiana de todas las confesiones. Se alcanzó hasta cierto punto la unidad doctrinal con las diferentes confesiones y una "Biblia compartida"[¿cuál?] fue presentada.

### SigloXXI

Mayor grupo religioso y no religioso por Estado miembro de la UE según la encuesta Eurobarómetro 2019.
Más de un 75% Católico
50–75% Católico
Relativa mayoría católica
50–75% Protestantes
More than 75% Ortodoxia oriental
50–75% no-religioso
Mayoría relativamente no-religiosa
30% Católico, 30% no-religioso (Germany)

En el espíritu del Concilio Vaticano II, la Iglesia católica ha adoptado un enfoque más abierto de la unidad cristiana tanto hacia los protestantes como hacia la ortodoxia oriental. No obstante, muchos  americanizados remanentes de denominaciones de protestantismo de estilo angloamericano siguen desconfiando profundamente de la Iglesia católica. El ecumenismo con estas sectas parece poco probable.
En 2015, el papa Francisco declaró que la división entre los cristianos es "obra del padre de la mentira [el diablo]". Francisco añadió que el diablo sabe que "todos los cristianos son discípulos de Cristo: ¡que son uno, que son hermanos! A él [al diablo] no le importa si son evangélicos u ortodoxos, luteranos, católicos o apostólicos... ¡No le importa! Son cristianos!"
En 2016, el Papa Francisco viajó a Lund, Suecia, donde participó en la celebración dada con motivo del próximo 500 aniversario de la Reforma. Al año siguiente, la prensa de la Vaticano lanzó un sello para conmemorar el 500 aniversario de la Reforma; el sello representa a Lutero y Melanchton arrodillados ante un Jesús crucificado. 